# Anton Stankowski

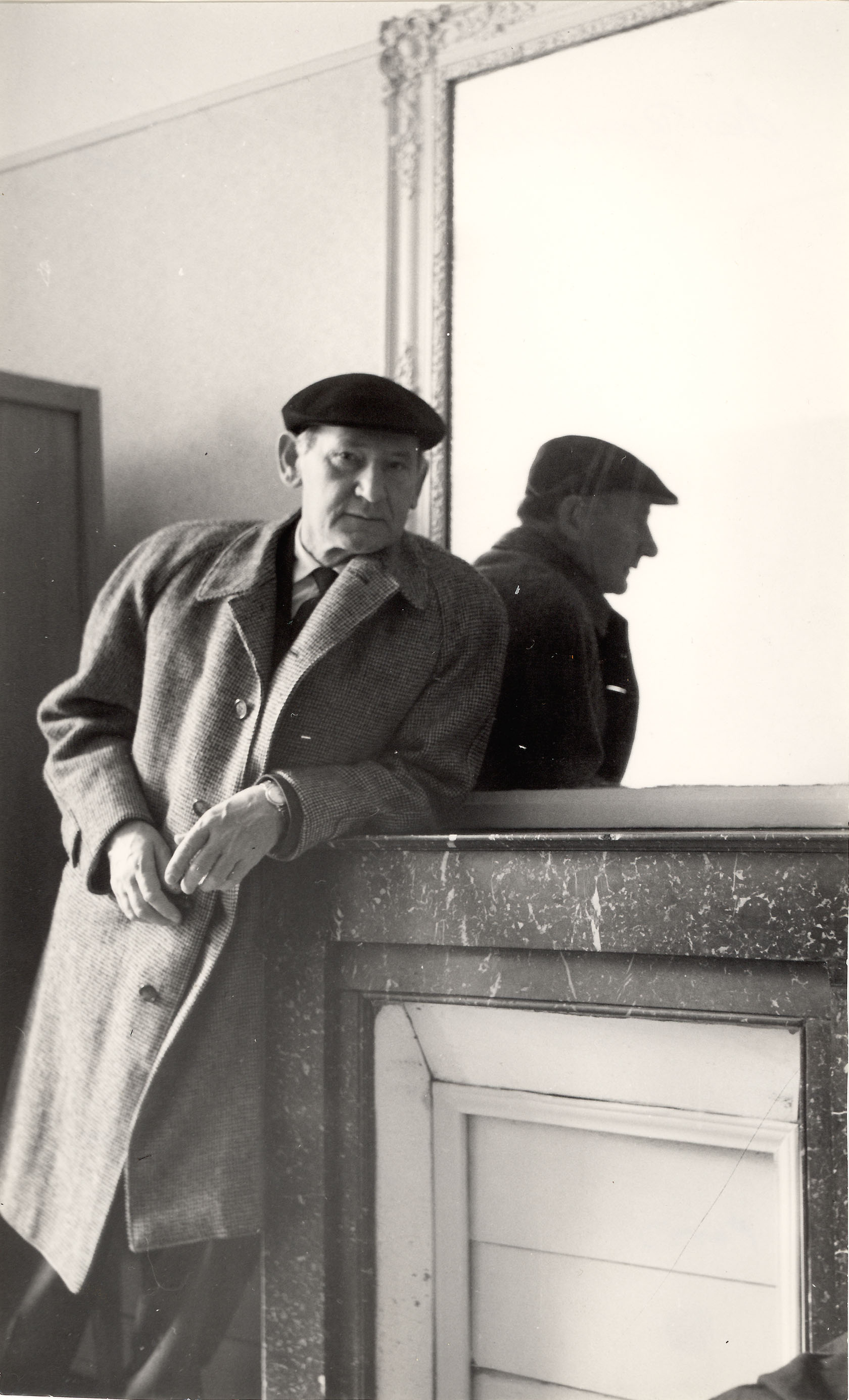
Anton Stankowski, Paris, 1958

Anton Stankowski (* 18. Juni 1906 in Gelsenkirchen; † 11. Dezember 1998 in Esslingen am Neckar) war ein deutscher Grafikdesigner, Fotograf und Maler.

## Leben

### Herkunft und Ausbildung
Nach Lehre und Gesellenjahren als Dekorations- und Kirchenmaler studierte Anton Stankowski ab 1927 an der Folkwangschule in Essen bei Max Burchartz. Neben Grafik und Typografie wurde hier bereits Fotografie unterrichtet. Mit Burchartz und der Agentur Canis entstanden in seinen Studienjahren die ersten visuellen Erscheinungsbilder und frühe „Funktionelle Grafik“.

### Persönliches
Anton Stankowski und seine Ehefrau Else Stankowski (1908–1980) wurden auf dem Friedhof Feuerbach der Stadt Stuttgart beigesetzt.

## Werk
1929 siedelte Stankowski nach Zürich über und arbeitete dort im renommierten Reklameatelier von Max Dalang. Er entwickelte mit seiner neuen foto- und typografischen Auffassung die „konstruktive Grafik“. Die Zürcher Freunde Richard Paul Lohse, Heiri Steiner, Hans Neuburg sowie Hans Coray, Hans Fischli, Herbert Matter, Ernst A. Heiniger, Verena Loewensberg, Max Bill und andere bildeten einen kulturellen Kreis mit intensivem Austausch. In diesen Jahren vervollständigte Stankowski die berühmte „Gestaltungslehre“, in der er grundlegende Ausdrucksformen erarbeitete.

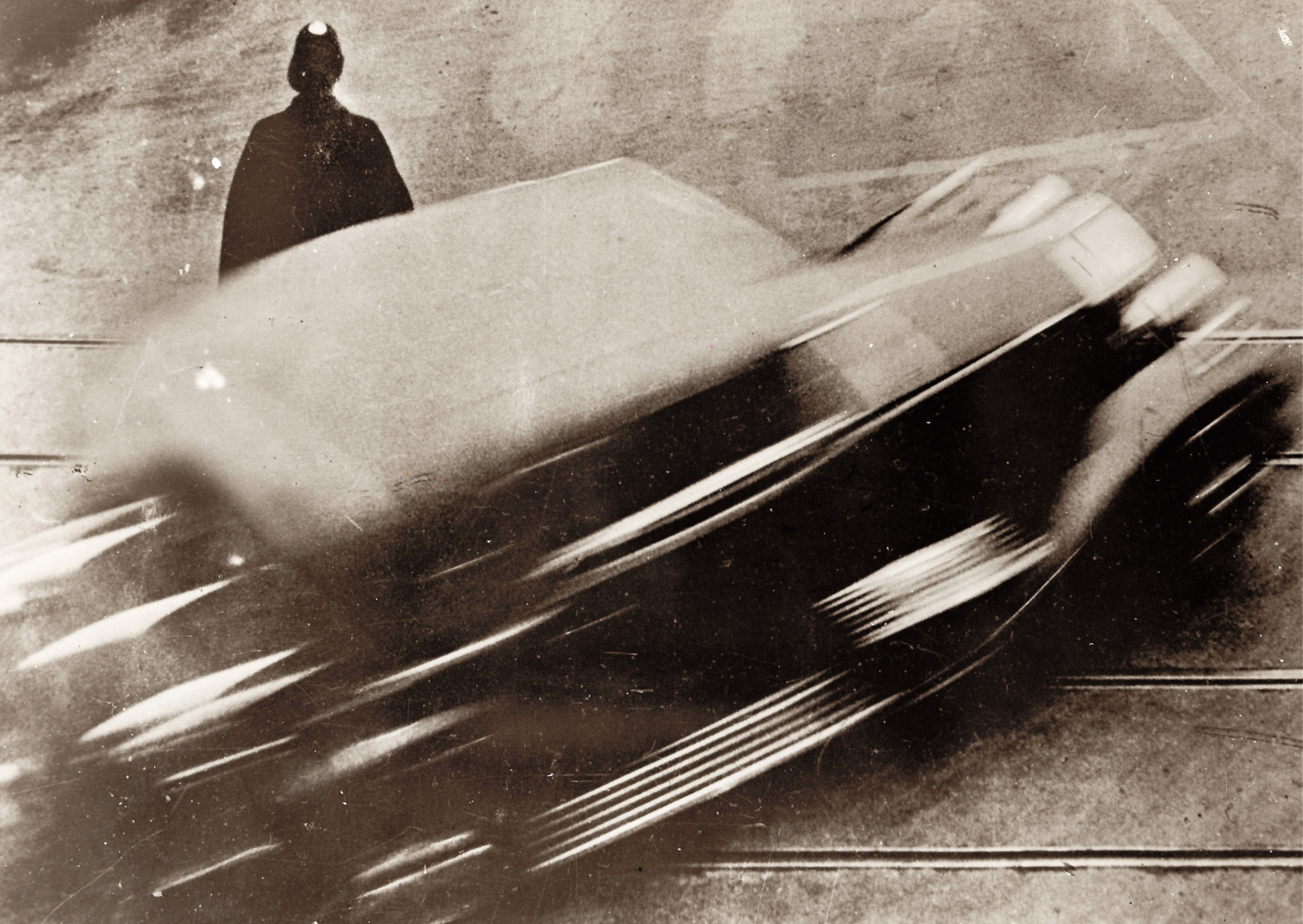
Fotografie von Anton Stankowski am Helmhaus Zürich „Ruhe + Bewegung“, Zeitprotokoll mit Auto

1934 wurde Stankowski die Aufenthaltsgenehmigung entzogen, er musste die Schweiz verlassen und zog nach Lörrach. Mit dem Verlust der Aufenthaltsgenehmigung ging auch ein Arbeitsverbot in der Schweiz einher. Von Lörrach aus arbeitete er dennoch anonym auch für Schweizer Auftraggeber weiter, bis er 1938 nach Stuttgart zog und sich dort als Grafiker selbständig machte. 1940 wurde er Soldat und gelangte gegen Kriegsende in sowjetische Gefangenschaft, aus der er 1948 zurückkehrte. Danach arbeitete er als Schriftleiter, Grafiker und Fotograf für die „Stuttgarter Illustrierte“.
1951 gründete Stankowski auf dem Killesberg ein eigenes grafisches Atelier. Mit Willi Baumeister, Max Bense, Walter Cantz, Egon Eiermann, Mia Seeger und anderen entstand in Stuttgart ein neuer Kreis von Künstlern und Gestaltern. Stankowskis Arbeiten im Grafik-Design für IBM, SEL etc., besonders die „funktionelle Grafik“, hatten beispielhaften Charakter. In den 1960ern entstanden das heute legendäre „Berlin-Layout“, das visuelle Erscheinungsbild der Stadt, und die Wortmarken Signal Iduna und Viessmann.
Im Jahr 1964 wurden Arbeiten von Stankowski auf der documenta III in Kassel in der Abteilung Graphik gezeigt. 1964 unterrichtete er auch als Gastdozent in Ulm an der Hochschule für Gestaltung. In den 1960er Jahren war Stankowski Mitglied des International Centers for the Typographic Arts (ICTA) und von 1969 bis 1972 Vorsitzender des Ausschusses für Visuelle Gestaltung der Olympischen Spiele München.

Logo der Deutschen Bank, von Stankowski 1973 entworfen, 1974 eingeführt

In den 1970er Jahren entstanden so berühmte Zeichen wie das für die Deutsche Bank (Bild: „Ein Maler verdiente mit fünf Strichen 100000 Mark“), die Münchener Rückversicherungs-Gesellschaft, Rewe und den Olympischen Kongress Baden-Baden. 1972 trat Karl Duschek in das Grafische Atelier Stankowski und Partner (ab 1981 Stankowski + Duschek) ein, das er seit 1975 bis zu seinem Tod 2011 leitete und das im Januar 2012 geschlossen wurde. Eine Vielzahl weiterer Marken und visueller Erscheinungsbilder wurden dort entwickelt.
Ab Mitte der 1970er Jahre wandte Stankowski sich zunehmend der Malerei zu. Für ihn gab es zeitlebens keine Trennung zwischen freier und angewandter Kunst, es galt: „Ob Kunst oder Design ist egal. Nur gut muss es sein.“ Viele seiner fotografischen und malerischen Werke flossen in seine gebrauchsgrafische Arbeit ein.

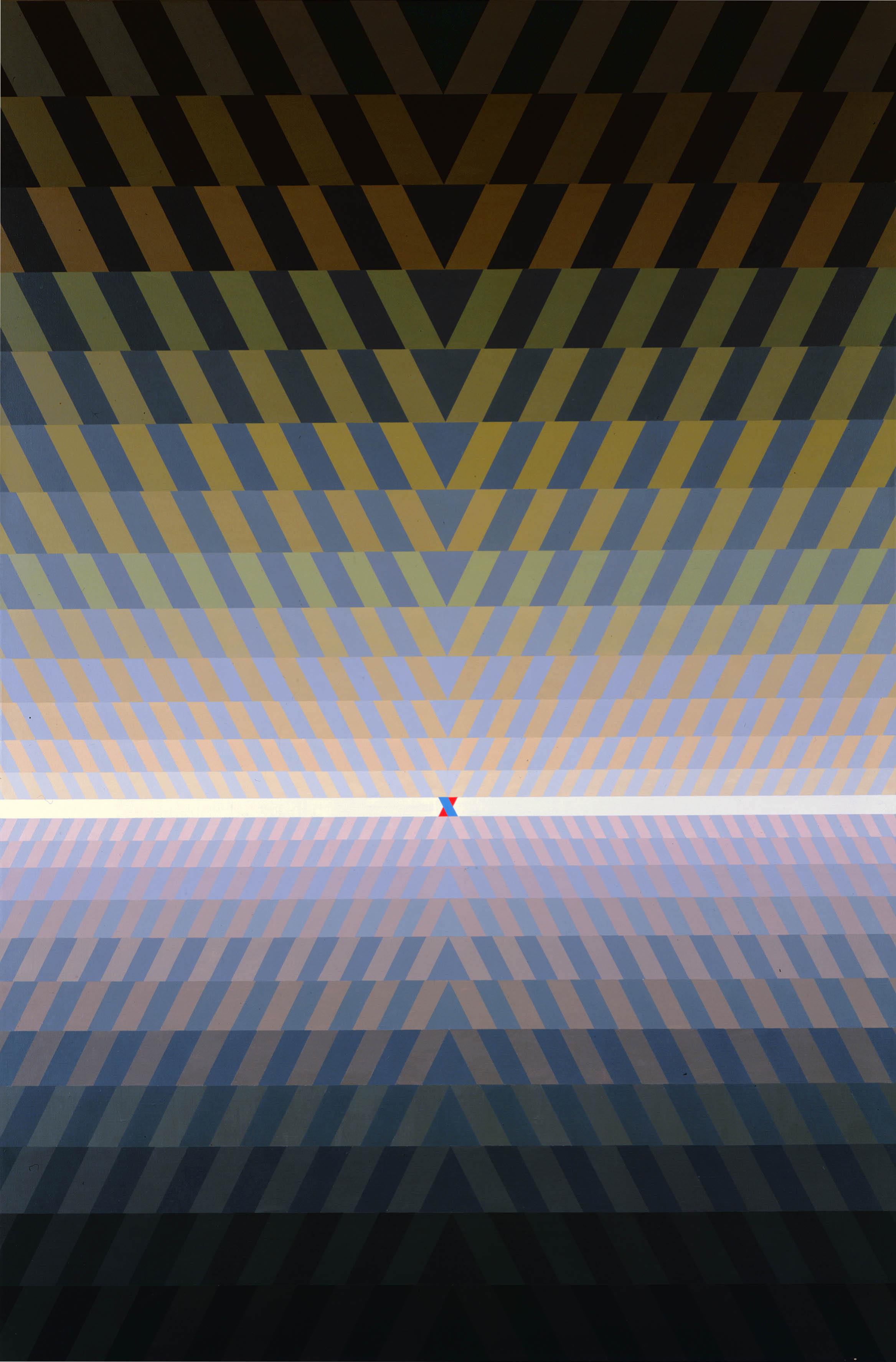
Anton Stankowski, „Zeit. Vergangenheit – Jetzt – Zukunft“, 1980

1983 gehörte er zu den Mitbegründern der Künstlervereinigung Konstruktive Tendenzen, bei der ihm die Rolle eines Nestors zukam. Das bildnerische Werk weist von den späten 1920er Jahren bis zu seinem Tod eine Kontinuität der konstruktiv-konkreten Kunst auf. Ebenso zeigt die Ausstellungstätigkeit ab 1928 in den Bereichen Grafik, Malerei und Fotografie den gleichen Weg.

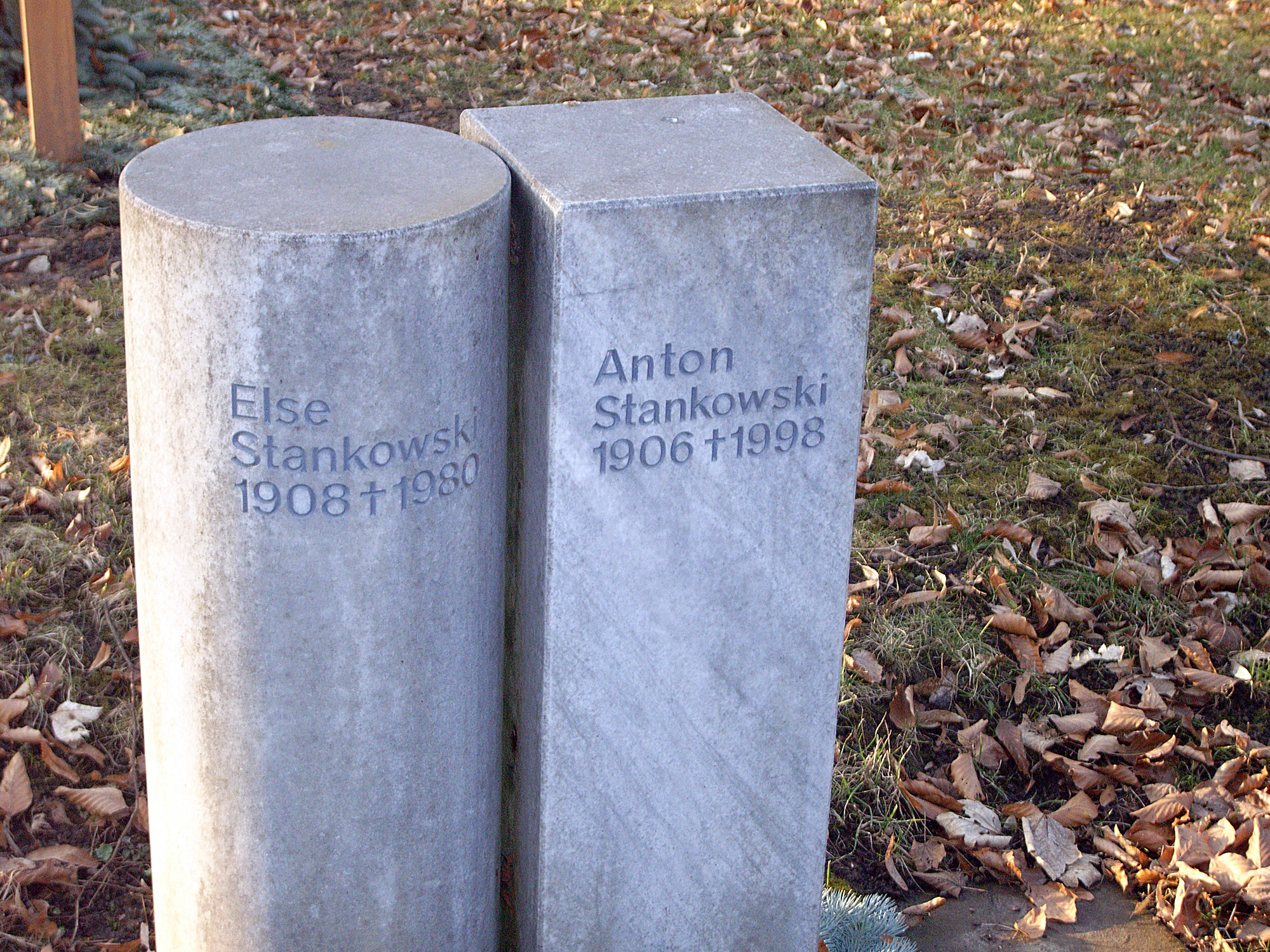
Grabmal auf dem Friedhof Feuerbach, Stuttgart, Entwurf „Sie und Er“ von Anton Stankowski

## Preise und Auszeichnungen
1976 verlieh das Land Baden-Württemberg Stankowski eine Professur. Darüber hinaus erhielt er, als Pionier des Grafik-Designs geltend, vielfache Preise und Ehrungen, unter anderem 1991 den Hans-Molfenter-Preis der Stadt Stuttgart.
1983 gründete Anton Stankowski die gemeinnützige Stankowski-Stiftung, die regelmäßig Personen und Institutionen auszeichnet, die die Trennung von freier und angewandter Kunst und Gestaltung überbrücken, so wie Stankowski selbst. Im Dezember 1998 erhielt Anton Stankowski den Harry-Graf-Kessler-Preis, den Ehrenpreis des Deutschen Künstlerbundes, für sein Lebenswerk. Als ordentliches DKB-Mitglied hatte er zwischen 1971 und 1993 an insgesamt siebzehn großen Ausstellungen teilgenommen und auch mehrere Ausstellungsplakate dazu entworfen.

## Einzelausstellungen
- Zum 100. Geburtstag von Anton Stankowski 2006 zeigte die groß angelegte Retrospektive Stankowski 06 – Aspekte des Gesamtwerks einen umfassenden Überblick über das freie und angewandte Schaffen des Künstlers. Stationen in den Jahren 2006 und 2007 waren die Staatsgalerie Stuttgart, das Haus Konstruktiv Zürich, das Josef-Albers-Museum Bottrop, das Neue Museum Weserburg Bremen, das IDZ Berlin und das Mies van der Rohe Haus Berlin.
- Die 2010 in Gelsenkirchen, Wiesbaden und Göppingen gezeigte Ausstellungstour Ob Kunst oder Design ist egal – nur gut muss es sein widmete sich dem Kreis um Stankowski und zeigte sowohl „angewandte“ Designobjekte als auch „freie Arbeiten“. Insgesamt wurden 35 Künstler und Gestalter gezeigt, die alle eng mit Stankowski verbunden waren.
- Die Ausstellung Anton Stankowski. Kinderspiele zeigte in der Städtischen Galerie Delmenhorst-Haus Coburg-Delmenhorst 2011 eine Gegenüberstellung einer Gruppe von 40 großformatigen Schwarz-Weiß-Fotografien mit 33 Originalcollagen.
- Im Zeppelin Museum in Friedrichshafen am Bodensee waren von Oktober 2012 bis Januar 2013 Fotografien von Anton Stankowski zum Thema „Mensch und Natur“ und „Mensch und Technik“ ausgestellt.
- Die um etwa 60 Karteikarten aus Stankowskis Archiv erweiterte Ausstellung wurde vom 22. Juni bis zum 27. Oktober 2013 unter dem Titel Stankowski-Stiftung. Fotografien aus dem Archiv im Kunstmuseum Stuttgart gezeigt.
- Die Ausstellung Marken:Zeichen in der Kunstbibliothek Berlin zeigte von 13. März bis 16. August 2020 ca. 300 Exponate aus dem Grafischen Atelier Stankowski + Duschek sowie von Stankowskis Vorgängerateliers.